# Moni Bordeianu
Florin Bordeianu (n. 26 februarie 1948, Beșenova Nouă, județul Timiș — 6 februarie 2024, Germania), mai cunoscut ca Moni (Mony) Bordeianu, a fost un cântăreț și compozitor român de muzică rock. S-a remarcat în anii '60, în perioada în care a fost solistul vocal al binecunoscutei formații Phoenix.

## Activitate muzicală
Moni Bordeianu este unul dintre primii vocaliști din România care a abordat „muzica tânără”, așa cum a fost denumită începând cu 1961–62, de fapt muzică beat, de proveniență occidentală, influențată de formații din invazia britanică, precum The Shadows, The Beatles sau The Rolling Stones. Una dintre primele trupe autohtone care avea un repertoriu format din piese de acest stil este grupul Sfinții din Timișoara, ce și-a schimbat numele, după primii ani de activitate, în Phoenix. Bordeianu s-a alăturat formației timișorene, chiar de la înființarea acesteia, în 1962. După o foarte scurtă perioadă în care a cântat la tobe, a devenit principalul solist al grupului, rol pe care îl va avea până în 1970, când emigrează în Statele Unite ale Americii. Aparițiile scenice ale lui Moni alături de Phoenix au fost influențate de Mick Jagger de la The Rolling Stones, solistul român declarându-se un mare admirator al acestuia. Florin Bordeianu și Nicolae Covaci sunt compozitorii tuturor pieselor originale din primii ani ai Phoenix-ului, cunoscuți și ca „perioada beat”. De asemenea, Moni a scris texte pentru câteva cântece. Prima compoziție a tandemului Covaci/Bordeianu a fost „Știu că mă iubești (și tu)”, înregistrată în 1964 în studiourile Radio România. Primele două materiale discografice Phoenix, discurile EP Vremuri din 1968 și Totuși sînt ca voi (sau Floarea stîncilor), apărut în anul următor, au fost înregistrare cu Moni Bordeianu la voce și conțin șase compoziții semnate de același tandem Covaci/Bordeianu. Textul melodiei „Nebunul cu ochii închiși” (de pe al doilea EP) a fost scris de Bordeianu, fiind inspirat de „The Fool on the Hill” din repertoriul The Beatles. Spre deosebire de piesa formației engleze, nu se invocă figura unui nebun vizionar, ci este o referire la adresa lui Nicolae Ceaușescu. Tot în această perioadă, Moni a realizat, împreună cu Phoenix, poemul rock Omul 36/80, cu care a avut câteva reprezentații. Plecarea sa din formație, în 1970, marchează sfârșitul primei perioade Phoenix.
Bordeianu a revenit în Phoenix în 1977, în Germania de Vest, trupa având o altă componență (Nicu Covaci fiind singurul membru rămas din anii '60). A cântat cu Phoenix doar până în 1978, an în care grupul s-a destrămat. Pe parcursul anilor '80 a avut câteva colaborări cu foști membri Phoenix. A realizat în nume propriu un disc single cu titlul She Is an Angel (from Outer Space). Materialul a apărut la casa de discuri Night Records, în 1984, în Germania Federală și Franța. Conține două piese compuse de solist, cu aportul lui Josef Kappl. Imediat după Revoluția din 1989, Bordeianu a înregistrat împreună cu Erlend Krauser melodia „Păsări albe”, dedicată Revoluției și românilor ce au participat la înfăptuirea acesteia. După 1990, a colaborat din nou cu Phoenix, însă sporadic. În 1998 a fost lansat albumul de restituiri Vremuri, anii 60..., ce conține vechi piese Phoenix înregistrate cu Moni, o parte dintre acestea publicate în premieră cu această ocazie. Cântecele publicate în premieră au constituit materialul unui EP apărut doi ani mai târziu, doar pe suport disc de vinil de 7" (17 cm) și în ediție limitată (103 exemplare). În noiembrie 2008 a apărut albumul Back to the Future..., un material cu înregistrări noi, editat sub titulatura Phoenix & Mony Bordeianu. Solistul a fost invitat în spectacolele formației prilejuite de aniversările de 40, 45, 50 și 55 de ani. În 2016, la Editura Integral din București, a fost publicată cartea biografică Nebunul cu ochii închiși. Mony Bordeianu în dialog cu Doru Ionescu.

## Discografie
Solo:
- She Is an Angel (from Outer Space) (single, 1984)

Cu Phoenix:
- Vremuri (EP, 1968)
- Totuși sînt ca voi (sau Floarea stîncilor) (EP, 1969)
- Vremuri, anii 60... (album de restituiri, 1998)
- Phoenix vinil EP (ediție limitată, EP, 2000)
- Back to the Future... (album de studio, 2008, reeditat în 2009)

## Legături externe
Interviuri
- „Moni Bordeianu: «Atunci, aici, a fost viața cea mai frumoasă, cu tot ce-am avut de înghițit»”, Iulian Ignat, Formula AS, nr. 541, 2002
- „Interviu: Moni Bordeianu, primul solist al Phoenix: «Am lăsat vedetismul din țară ca să sortez chiloți în SUA»”, Adevărul, 3 martie 2010
- „Florin «Moni» Bordeianu și formația Phoenix”, interviu de Nini Vasilescu, 12 decembrie 2011
- „Mony Bordeianu: Știu că Nicu Covaci și cu mine vom face încă mulți ani muzică împreună”, Marea Dragoste / Tango, 1 noiembrie 2012
- „Mony Bordeianu: interviu cu Alice Năstase Buciuța”, Blog Melidonium, 20 decembrie 2012
- „Interviu cu Nicu Covaci și Moni Bordeianu despre rock, viață și prietenie. Liderul Phoenix: «Îmi iubesc în primul rând țara»”, PRO TV, 20 februarie 2015
- „Interviu: Florin «Moni» Bordeianu, primul solist vocal de la Phoenix: «Ion Iliescu ne-a cerut să renunțăm la numele Sfinții și să cântăm în românește»”, Adevărul, 7 martie 2015